# Heilige Dreifaltigkeit (Freihung)

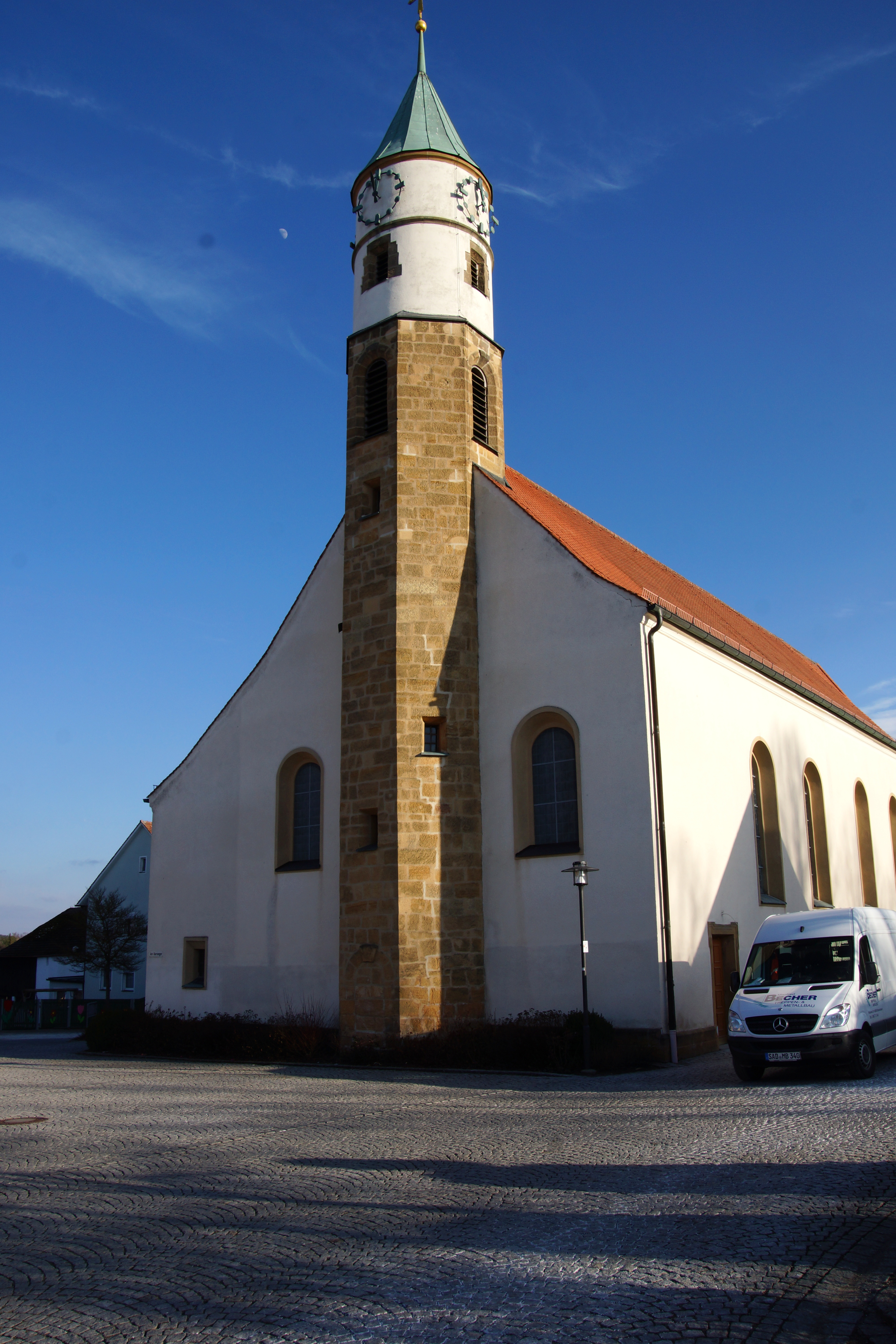
Heilige Dreifaltigkeit (Freihung)

Die römisch-katholische, denkmalgeschützte Pfarrkirche Heilige Dreifaltigkeit steht in Freihung, einem Markt im Landkreis Amberg-Sulzbach der Oberpfalz. Die Kirche gehört zur Pfarreiengemeinschaft Freihung-Großschönbrunn im Dekanat Sulzbach-Hirschau des Bistums Regensburg. Das Bauwerk ist unter der Denkmalnummer D-3-71-121-2 als Baudenkmal in die Bayerische Denkmalliste eingetragen.

## Beschreibung
Die 1764/65 gebaute Saalkirche besteht aus einem Langhaus, einem eingezogenen, dreiseitig geschlossenen Chor im Süden und einem achteckigen, in das Langhaus halb eingestellten Kirchturm aus unverputztem Quadermauerwerk im Norden, dessen zylindrisches Obergeschoss die Turmuhr beherbergt und auf dem ein Kegeldach sitzt. Im darunterliegenden Geschoss befindet sich der Glockenstuhl, in dem vier Kirchenglocken hängen.
Der Innenraum des Langhauses ist mit einem Stichkappengewölbe überspannt. Die Kirchenausstattung, wie die Altäre und die Kanzel, stammen aus der Zeit des späten Rokoko.